# Samuel Scheimann
Samuel Benjamin Elias Scheimann (Hebreeuws: שמואל שיימן) (Afula, 3 november 1987) is een Israëlisch voormalig profvoetballer met de Nederlandse dubbelnationaliteit, die bij voorkeur als linksback speelde. Als international kwam Scheimann twee keer uit voor het Israëlisch voetbalelftal.

## Clubvoetbal
Schiemann kwam op zijn vijfde jaar van Israël naar Nederland en begon met voetballen bij SV Ommoord in Rotterdam. Een jaar later werd hij daar gescout, waarna hij tien jaar lang de jeugdopleiding van Feyenoord doorliep gevolgd door drie jaar de jeugdopleiding bij NAC Breda.
Tussen 2006 en 2008 speelde Scheimann in de Zaterdag Hoofdklasse B bij Kozakken Boys, een van de topclubs in het Nederlandse amateurvoetbal.
Na een stage bij Ajax, maakte Scheimann zijn debuut in het betaalde voetbal voor FC Den Bosch op 8 augustus 2008 tegen RKC Waalwijk. Hij kwam in de 51ste minuut in het veld voor Jordens Peters.
In het seizoen 2011/2012 speelde Scheimann voor Excelsior in de Eredivisie. Na degradatie van de Kralingers in 2012 toog hij naar Maccabi Haifa en werd intussen ook international van Israël. Met Maccabi Haifa neemt Scheimann in het seizoen 2013/14 ook deel aan de UEFA Europa League. In de poulewedstrijden van het Europees voetbaltoernooi trof hij de Nederlandse club AZ Alkmaar.
Na drie jaar bij Maccabi Haifa is het tijd voor een nieuw avontuur en Scheimann vertrekt naar Hapoel Tel Aviv. In zijn tweede seizoen daar krijgt de club financiële problemen en besluit hij terug te keren naar de stad Haifa, ditmaal voor een andere club.
In 2017/2018 met Hapoel Haifa won Scheimann met de club voor het eerst sinds 1974 de Israëlische voetbalbeker. Scheimann maakt de winnende goal tijdens de bekerfinale.
In juni 2018 vertrekt Scheimann voor landskampioen Hapoel Be'er Sheva, maar al na 3 maanden verkaste hij naar Beitar Jeruzalem. In 2019 keerde de verdediger na zeven jaar weer terug naar Nederland, waar hij bij eredivisionist VVV-Venlo een verbintenis voor een jaar ondertekende. De linksback verloor in Venlo de concurrentiestrijd met Roel Janssen, waardoor hij weinig speeltijd kreeg. Na een half jaar keerde hij weer terug naar Israël waar hij een contract tekende bij Hapoel Ironi Kiryat Shmona. In augustus 2020 verbond hij zich aan VV Katwijk.

## Statistieken
| Seizoen         | Club                       | Competitie      | Competitie | Competitie | Beker | Beker | Continentaal1 | Continentaal1 | Overig2 | Overig2 | Totaal | Totaal |
| Seizoen         | Club                       | Competitie      | Wed.       | Dlp.       | Wed.  | Dlp.  | Wed.          | Dlp.          | Wed.    | Dlp.    | Wed.   | Dlp.   |
| --------------- | -------------------------- | --------------- | ---------- | ---------- | ----- | ----- | ------------- | ------------- | ------- | ------- | ------ | ------ |
| 2008/09         | FC Den Bosch               | Eerste divisie  | 35         | 2          | 2     | 0     | —             | —             | —       | —       | 37     | 2      |
| 2009/10         | FC Den Bosch               | Eerste divisie  | 35         | 3          | 2     | 0     | —             | —             | 2       | 0       | 39     | 3      |
| 2010/11         | FC Den Bosch               | Eerste divisie  | 32         | 2          | 1     | 0     | —             | —             | 4       | 0       | 37     | 2      |
| 2011/12         | Excelsior                  | Eredivisie      | 30         | 1          | 2     | 0     | —             | —             | —       | —       | 32     | 1      |
| 2012/13         | Maccabi Haifa              | Ligat Ha'Al     | 17         | 0          | 2     | 0     | —             | —             | 5       | 0       | 24     | 0      |
| 2013/14         | Maccabi Haifa              | Ligat Ha'Al     | 17         | 0          | 1     | 0     | 4             | 0             | —       | —       | 22     | 0      |
| 2014/15         | Maccabi Haifa              | Ligat Ha'Al     | 9          | 0          | 0     | 0     | —             | —             | 7       | 0       | 16     | 0      |
| 2015/16         | Hapoel Tel Aviv            | Ligat Ha'Al     | 24         | 1          | 1     | 0     | —             | —             | 3       | 0       | 28     | 1      |
| 2016/17         | Hapoel Tel Aviv            | Ligat Ha'Al     | 13         | 0          | 0     | 0     | —             | —             | 6       | 0       | 19     | 0      |
| 2016/17         | Hapoel Haifa               | Ligat Ha'Al     | 16         | 0          | 2     | 0     | —             | —             | 0       | 0       | 18     | 0      |
| 2017/18         | Hapoel Haifa               | Ligat Ha'Al     | 33         | 0          | 6     | 1     | —             | —             | 4       | 0       | 43     | 1      |
| 2018/19         | Hapoel Be'er Sheva         | Ligat Ha'Al     | 2          | 0          | 0     | 0     | 1             | 0             | 2       | 0       | 5      | 0      |
| 2018/19         | Beitar Jeruzalem           | Ligat Ha'Al     | 27         | 0          | 0     | 0     | —             | —             | 0       | 0       | 27     | 0      |
| 2019/20         | VVV-Venlo                  | Eredivisie      | 8          | 0          | 1     | 0     | —             | —             | —       | —       | 9      | 0      |
| 2019/20         | Hapoel Ironi Kiryat Shmona | Ligat Ha'Al     | 7          | 0          | 0     | 0     | —             | —             | 0       | 0       | 7      | 0      |
| Carrière totaal | Carrière totaal            | Carrière totaal | 305        | 9          | 20    | 1     | 5             | 0             | 33      | 0       | 363    | 10     |

## Interlandvoetbal
Op 26 mei 2012 debuteert Scheimann voor het Israëlisch voetbalelftal in een oefeninterland tegen Tsjechië. Scheimann wordt opnieuw uitgenodigd voor het nationale team in september 2018 voor een duel in de UEFA Nations League tegen Albanië en voor een vriendschappelijke wedstrijd tegen Noord-Ierland. Tegen laatstgenoemde tegenstander speelt hij zijn tweede interland, als invaller in de 40e minuut voor Taleb Tawatha.

### Israël
| Interlands van Samuel Scheimann voor Israël | Interlands van Samuel Scheimann voor Israël | Interlands van Samuel Scheimann voor Israël | Interlands van Samuel Scheimann voor Israël | Interlands van Samuel Scheimann voor Israël | Interlands van Samuel Scheimann voor Israël |
| №                                           | Datum                                       | Wedstrijd                                   | Uitslag                                     | Competitie                                  | Goals                                       |
| Als speler van Excelsior                    | Als speler van Excelsior                    | Als speler van Excelsior                    | Als speler van Excelsior                    | Als speler van Excelsior                    | Als speler van Excelsior                    |
| ------------------------------------------- | ------------------------------------------- | ------------------------------------------- | ------------------------------------------- | ------------------------------------------- | ------------------------------------------- |
| 1                                           | 26 mei 2012                                 | Tsjechië – Israël                           | 2 – 1                                       | Vriendschappelijk                           | 0                                           |
| Als speler van Beitar Jeruzalem             |                                             |                                             |                                             |                                             |                                             |
| 2                                           | 11 september 2018                           | Noord-Ierland – Israël                      | 3 – 0                                       | Vriendschappelijk                           | 0                                           |